# Évitement de collision
L’évitement de collision des vaisseaux spatiaux consiste à étudier et mettre en œuvre des processus pour minimiser les chances qu'un vaisseau spatial en orbite entre involontairement en collision avec d'autres objets en orbite. Il s'agit en général de satellites artificiels en orbite autour de la Terre. La discipline comporte des procédures pour minimiser le nombre de débris spatiaux, des méthodes analytiques pour prédire des collisions probables et les manœuvres pour mettre les vaisseaux spatiaux hors de danger.
La vitesse orbitale autour d'un objet massif (tel que la Terre) est rapide. Donc l'énergie cinétique des objets qui entrent en collisions est significative. Par exemple la vitesse orbitale d'un satellite en orbite terrestre basse est ~7,8 km/s et deux satellites en orbites perpendiculaires ont une différence de vitesse de ~12,2 km/s. Quasiment aucun matériau ne peut résister un tel impact. La plupart des satellites sont désintégrés en ce cas, envoyant des milliers de débris dans toutes les directions.

## Nécessité
Une série de collisions entre satellites en orbite et d'autres objets pourrait se produire si une limite critique de débris spatiaux venait à s'accumuler en orbite terrestre, le syndrome de Kessler. Les collisions engendrent de nouveaux fragments qui engendrent de nouvelles collisions et ainsi de suite. Cette rétroaction viendrait à créer des régions en orbite inaccessibles pour risque de collisions, et finalement complètement bloquer l'accès à l'espace à cause de débris sur la trajectoire du lanceur.
Peu de satellites mis en orbite terrestre sont en état de fonctionnement. Le Space Debris Office de l'ESA estime qu'en septembre 2021, seulement un peu plus que la moitié des satellites sont opérationnels.
| Satellites lancés en orbite terrestre | En espace | Opérationnels |
| ------------------------------------- | --------- | ------------- |
| ~12,070                               | ~7,500    | ~4,700        |

Si le nombre de satellites lancés en orbite est relativement bas comparé à l'espace disponible en orbite terrestre, des passages proches et rarement des collisions ont lieu. La collision entre les satellites Iridium-33 et Kosmos-2251 a complètement détruit les deux satellites et créé un millier de nouveaux débris d'au moins 10 cm et beaucoup plus de débris plus petits.
Il y a d'autres petits morceaux de débris en orbite terrestre qui peuvent significativement abîmer des satellites. Parmi ces petits morceaux on retrouve des météoroïdes, des restes de collisions ou des petits satellites naturels.
| Débris suivis régulièrement | Évènements qui engendrent des fragmentations | Estimation des débris en orbite | Estimation des débris en orbite | Estimation des débris en orbite |
| Débris suivis régulièrement | Évènements qui engendrent des fragmentations | >10 cm                          | 1-10 cm                         | 1 mm - 1 cm                     |
| --------------------------- | -------------------------------------------- | ------------------------------- | ------------------------------- | ------------------------------- |
| ~22,300                     | >500                                         | >34,000                         | ~900,000                        | >128 million                    |

Ces objets semblent anodins mais même les plus petits débris comme des morceaux de peinture peuvent abîmer des satellites. Les fenêtres de la navette spatiale américaine ont dû être changées au bout de nombreux vols à cause de collision avec des morceaux de peinture.
Certaines compagnies lancent ou projettent de lancer des vastes constellations de satellites en orbite terrestre basse pour permettre une communication rapide et l'accès à internet, à savoir Starlink de SpaceX et Kuiper d'Amazon. Chacune de ces constellations comportera des dizaines de milliers de satellites, ce qui augmentera massivement le nombre de satellites en orbite et de là le problème des débris spatiaux.

## Méthodes pour réduire les risques
Il y a plusieurs méthodes pour minimiser le nombre d'objets lancés en orbite et éviter que le nombre de débris spatiaux ne devienne incontrôlable. Ces méthodes dépendent de l'orbite du satellite. La plupart des méthodes de protection tentent d'assurer que les satellites restent en orbite seulement pour leur temps d'opération. Des accords internationaux donnent la responsabilité aux opérateurs de satellites de disposer d'objets en orbite.

### Trajectoires suborbitales
Les objets lancés en trajectoire suborbitale retombent rapidement du fait du frottement de l'atmosphère. C'est le cas pour les premiers étages de fusées dont les réservoirs sont vides avant d'atteindre la vitesse orbitale. Il n'y a normalement pas de mesures spéciales à prendre autre que de prévoir une zone de retombée.
Le réservoir externe de la navette spatiale américaine est conçu pour s'éliminer rapidement après le lancement. Le réservoir est attaché à la navette spatiale du décollage jusqu'à ce que la navette arrive juste en-dessous de la vitesse orbitale à une altitude d'environ 113 km. À ce moment, le réservoir est détaché et suit une trajectoire balistique dans l'atmosphère. La plupart du réservoir se désintègre à cause de la chaleur pendant que la navette atteint la vitesse orbitale en utilisant son Reaction Control System.

### Orbite terrestre basse
La grande majorité des satellites artificiels et des stations spatiales se trouvent en orbite terrestre basse, c'est-à-dire à des altitudes en dessous de 2 000 km. Les satellites en orbite basse sont proches des couches de l'atmosphère plus épaisses, ce qui rend l'entrée en atmosphère réalisable parce que le bilan des modifications du vecteur vitesse pour ralentir ces satellites est petit. La plupart des satellites en orbite basse utilisent leurs derniers restes de carburant pour se désorbiter et s'éliminer eux-mêmes.
Cette simplicité de désorbiter les satellites en orbite terrestre basse en fait une méthode à succès pour contrôler les débris spatiaux en orbite terrestre basse.

### Orbite terrestre moyenne et au-delà
Les orbites dont les altitudes sont plus hautes, comme les orbites terrestre moyennes, les orbites géosynchrones/orbites géostationnaires et autres, sont beaucoup plus loin des couches épaisses de l'atmosphère donc il est beaucoup moins réalisable de les désorbiter. Seulement très peu de satellites ont suffisamment de carburant pour une telle manœuvre à leur fin de vie.
Les satellites aux limites basses d'orbite terrestre moyenne peuvent se fier à la "règle des 25 ans" et freiner avec la propulsion du bord et se désorbiter dans les 25 ans. Mais cette règle s'applique seulement pour les opérateurs qui peuvent prouver statistiquement que la probabilité que l'entrée cause des dégâts humains ou matériaux est moins que 1 sur 100 000. Les satellites éliminés de cette façon entrent dans l'atmosphère généralement au dessus de l'Océan Pacifique Sud loin des régions habitées, une zone appelée cimetière de véhicules spatiaux autour du Point Nemo.

#### Orbites cimetières
Les véhicules spatiaux à des altitudes entre les orbites terrestre basses et les orbites terrestre hautes, le plus souvent dans l'orbite géostationnaire bien remplie, sont trop loin pour se plier à la "règle des 25 ans". Les orbites géosynchrones et géostationnaires demandent que l'orbite soit parfaitement équatoriale, circulaire et à une altitude de 35 786 km, ce qui veut dire que la place y est limitée et que donc les satellites ne peuvent pas y rester une fois leur durée de vie terminée. Au lieu de décélérer pour entrer dans l'atmosphère, ceux-ci le plus souvent accélèrent dans des orbites cimetières légèrement plus hautes où ils restent à jamais loin des satellites opérationnels.

### Étages de fusées vides en orbite
Historiquement, beaucoup de lanceurs utilisaient tout leur carburant pour atteindre l'orbite et laissaient leurs étages supérieurs en orbite, par exemple les lanceurs soviétiques Zenit. Ces étages supérieurs sont des gros débris spatiaux qui peuvent prendre des années pour entrer dans l'atmosphère.
La plupart des lanceurs modernes gardent suffisamment de carburant pour se désorbiter une fois que la charge utile a été lancé en orbite. La Falcon 9 de SpaceX est conçue pour minimiser les débris spatiaux. La fusée est composée de deux étages, le premier suit une trajectoire suborbitale. Il se désorbite quelques minutes après le décollage, soit en utilisant le reste de carburant pour atterrir soit en suivant une trajectoire balistique et en se désintégrant.
Le deuxième étage de la Falcon 9 utilise différentes méthodes selon l'orbite. Pour les orbites terrestre basses, le deuxième étage utilise le reste de carburant pour se désorbiter et désintégrer dans l'atmosphère. Les étages en orbites terrestre moyennes, par exemple en Orbite de transfert géostationnaire, en général n'ont pas suffisamment de carburant pour se désorbiter. Les orbites de transferts sont conçues de telle manière que les deuxièmes étages entrent dans l'atmosphère naturellement après quelques mois. Les deuxièmes étages en orbite géostationnaires restent beaucoup plus longtemps en orbite.

## Méthodes de prédiction de collision
Les risques de collisions sont prédits en général en utilisant des bases de données de vitesse et position des objets en orbite mesurés par des observations depuis le sol. Le Réseau de surveillance spatiale des États-Unis maintient un catalogue de tous les objets d'une taille supérieure à environ 10 cm connus. Les informations sur les objets plus petits sont moins précises ou inconnues.
Une fois que l'orbite exacte d'un objet est connue, le Réseau de surveillance spatial des États-Unis publie les paramètres sur les sites space-track.org  et Space Science Data Coordinated Archive. L'orbite de l'objet peut ensuite être prédite et les positions futures estimées ainsi que les risques de passage proche avec d'autres objets en orbite. Les prédictions à long terme sont sujettes à des larges étalements à cause des effets de gravitation compliqués qui perturbent les orbites et des erreurs de mesure au sol. Pour ces raisons, des méthodes de mesure et d'estimation plus précises sont l'objet de recherche.
La NASA prédit les orbites et estime les risques de collision pour les objets de plus de 10 cm connus. Pour les véhicules spatiaux importants comme la Station spatiale internationale, les risques qu'un objet passe dans un volume rectangulaire de 1,25 km de haut en bas et de 25 km d'avant à arrière sont évalués. Cette zone à haut risque est appelé « boite à pizza » à cause de sa forme.

## Méthodes d'évitement de collision
Les méthodes d'évitement de collisions se basent sur un changement d'orbite pour minimiser le risque de collision et de revenir à l'orbite initiale une fois l'évènement à risque passé. La méthode exacte dépend des moyens de contrôle d'orbite à bord du véhicule spatial. On parle aussi de manœuvre d'évitement de débris si l'objet posant le risque est un débris spatial.

### Vaisseau spatial avec propulsion
La NASA effectue des manœuvres d'évitement de collision si le risque est détecté suffisamment en avance et que le risque est haut. Les mesures de la NASA pour les vols habités tels que la navette spatiale américaine et la Station spatiale internationale (en accord avec les partenaires internationaux) demandent de planifier des manœuvres d'évitement si la probabilité est :
- >1/100.000 et que la manœuvre ne s'oppose pas aux autres objectifs de la mission
- >1/10.000 et que la manœuvre n'expose pas l'équipe à plus de danger

Du premier lancement en 1999 au mois d'août 2020, la Station spatiale internationale a effectué 27 manœuvres d'évitement de collision. La tendance est en hausse. Les débris les plus dangereux sont ceux entre 1 cm et 10 cm. Ces débris sont nombreux et difficiles à suivre avec précision.
Les manœuvres d'évitement sont presque toujours effectuées avec le Reaction Control System mais certains véhicules spatiaux utilisent d'autres systèmes tels que les magnéto-coupleurs, les roues de réaction ou les actionneurs gyroscopiques. La Station spatiale internationale peut aussi utiliser les propulseurs des véhicules d'approvisionnements, en général les Progress ou autrefois le véhicule automatique de transfert européen. Ces manœuvres changent un peu l'orbite et sont en général effectuées plusieurs heures avant l'évènement à risque pour que l'effet de changement d'orbite ait suffisamment de temps de se concrétiser.
Quand deux satellites sont en trajectoire de collision possible, un ou les deux opérateurs peuvent décider d'appliquer une manœuvre, comme par exemple l'ESA et SpaceX en 2019 lors d'une rencontre entre ADM-Aeolus et un satellite Starlink.
Des algorithmes pour aider dans les efforts d'évitement de collision avec les constellations de satellites vastes font l'objet de recherche, même s'il n'est pas certain que ces méthodes soient un jour implémentées dans le Guidage, Navigation et Contrôle d'une telle constellation.

#### Interruptions d'amarrage
Une autre méthode d'évitement de collision est d'interrompre l'amarrage automatique entre deux vaisseaux en cas de problème. Un tel accident a eu lieu entre le Progress M-34 et la station Mir, perforant un module. Cette méthode fait partie du logiciel de contrôle d'amarrage du Véhicule automatique de transfert européen à la Station spatiale internationale. L'interruption peut être activée par l'équipe de bord de la station en cas de danger imminent subséquent à un problème lors de l'amarrage. Cette manœuvre a été démontrée peu de temps après le lancement par le premier véhicule automatique de transfert européen Jules Verne et de même pour les véhicules suivants jusqu'à mars 2008.

### Vaisseau spatial sans propulsion
La plupart des satellites artificiels sans propulsion en orbite sont des CubeSats qui utilisent des méthodes alternatives de contrôle. À l'échelle des petits objets comme les CubeSats, les forces deviennent significatives par rapport aux surfaces et masses. Les CubeSats sont souvent lancés en orbite terrestre basse voire ultra-basse ou l'atmosphère a une action de résistance.
La résistance aérodynamique sur les satellites en orbite basse peut être utilisée pour changer un peu l'orbite et ainsi éviter une collision en changeant la surface exposée à la résistance atmosphérique en alternant les configurations à haute et basse résistance pour contrôler la décélération.

### Facteurs complexifiants
Les méthodes d'évitement de collisions probables sont complexifiées par des facteurs comme :
- au moins un des objets est hors de contrôle ayant atteint sa fin de vie
- au moins un des objets est un satellite naturel, par exemple un astéroïde
- l'évènement à risque est prédit sans suffisamment de temps pour réagir

Ces facteurs limitent les options de réduire le risque de collision de manière différente selon le facteur. Très peu de méthodes peuvent permettre d'éviter une collision si les deux objets ne peuvent pas être contrôlés. Si seulement un objet est opérationnel, celui-ci doit effectuer la manœuvre seul, ce qui réduit significativement les réserves de carburant. Le satellite peut aussi ne pas en avoir suffisamment pour effectuer la manœuvre complètement.
Les manœuvres d'évitement de collision demandent un temps de planification et d'exécution, ce qui peut poser problème si le risque n'est pas identifié suffisamment en avance. La plupart des propulseurs des véhicules spatiaux sont faibles, ce qui demande de longues phases d'accélération ou décélération pour changer l'orbite. De plus, le changement d'orbite prend également du temps à faire effet.
Par exemple les manœuvres d'évitement de la Station spatiale internationale durent souvent 150 s environ. Cela gène aussi significativement les opérations de l'équipe à bord de la station pour orienter les panneaux solaires afin qu'il ne soient pas endommagés par les moteurs. La temps de réaction total le plus rapide est d'environ 5 heures et 20 minutes pour prendre en compte les ~3 heures pour configurer la station et les ~2 heures après la manœuvre pour que celle-ci prenne effet.

### Effets sur les fenêtres de lancement
L'évitement de collision affecte les fenêtres de lancement. En général, une évaluation de collision au lancement Collision On Launch Assessment (COLA) doit être faite avant que le lancement soit autorisé. On parle de "COLA blackout period" quand un lanceur ne peut pas décoller sans assurer qu'aucune collision avec un objet déjà en orbite ne puisse avoir lieu.